# Кахведжи, Аднан
Аднан Кахведжи (20 февраля 1949 — 5 февраля 1993) — турецкий политик. Считался одним из ключевых советников Тургута Озала. Кахведжи погиб в результате аварии. Его гибель, в связи со смертью Озала через несколько месяцев, долгое время являлась предметом горячих споров.

## Биография
Родился 20 февраля 1949 года в Трабзоне. Учился в США, окончил там университет Пердью. После возвращения в Турцию преподавал в Босфорском университете.
В начале 1980-х годов Кахведжи являлся «начальником штаба» премьер-министра Турции Тургута Озала, «The Independent» характеризует Кахведжи так: «основная связь между Озалом и внешним миром, в том числе политиками, чиновниками, военными, а также западными журналистами и иностранными инвесторами». Кахведжи поддерживал создание партии Отечества. Он считался ключевым советником Озала, в 1987 году Кахведжи был избран в Великое национальное собрание.
Кахведжи трижды занимал пост министра, в том числе 1990-91 годах являлся министром финансов. Благодаря Кахведжи Турецкая телерадиокомпания перестала являться монополистом в сфере турецкого телевидения.
Незадолго до своей гибели Кахведжи разрабатывал варианты прекращения курдского конфликта. Кахведжи был сторонником мирного решения данного конфликта. План, разработанный им, включал в себя расширение прав курдского языка.
5 февраля 1993 года Кахведжи, его жена и ещё один его родственник погибли в результате ДТП. В 2012 году было проведено расследование гибели Кахведжи и ещё ряда лиц, выступавших за мирное решение конфликта с курдами.